# Saint John (Barbados)
Saint John (St. John) ist ein Parish (Verwaltungsdistrikt) von Barbados an der Ostküste der Insel. Das Parish ist nach der St. John’s Parish Church benannt, die von ihrer Lage am Hackleton’s Cliff einen Panorama-Ausblick über die Ostküste der Insel und den Atlantischen Ozean bietet.

## Geographie
Das Parish liegt am südlichen Teil der Ostküste. In der Südostecke, an der Grenze zum Parish Saint Philip wendet sich die Küstenlinie nochmals nach Norden und bildet die kleine Conset Bay. Das Parish besteht ansonsten zum großen Teil aus einer erhöhten Ebene, die sich vom schmalen Küstenstreifen aus auf ca. 200 m erhebt. Das Parish grenzt an Saint Joseph (N), Saint Philip (S), Saint George (W).
Das Zentrum von Saint John liegt am Highway 3B bei Gall Hill und Glebe Land. Dort finden sich Läden und Restaurants, die Primary School, die Parish Church und der David Thompson Health and Social Services Complex. Ebenfalls am Highway 3B, in Richtung Bridgetown, liegt Four Roads. Dort finden sich Tankstelle, Postamt und Feuerwehr. Zentrum des Tourismus ist Bath an der Küste.
Die folgenden Orte und Siedlungen liegen im Parish:
| - Ashford - Bascombe - Bath - Bath Beach - Bowmanston - Carter - Cherry Grove - Church View - Claybury - Clifden - Cliff - Cliff Cottage - Cliff Plantation - Clifton Hall - Coach Hill - Congor Rocks - Colleton - Consett Bay - Cottage Vale - Eastmont - Edgecliff - Edey Village - Foster Hall - Four Roads - Gall Hill - Glebe Land - Glenburnie - Guinea - Guinea Plantation - Haynes Hill - Henley - Hill View - Hothersal | - Kendal - Kendal Plantation - Lemon Arbour - Malvern - Massiah Street - Moores - Mount Pleasant - Mount Tabor - Newcastle - Newcastle Plantation - Palmers - Palmers Village - Pool - Pool Plantation - Pool Tenantry - Pot House - Quintyne - Roebuck Street - Rosegate - Saint Margarets - Sargeant Street - Sealy Hall - Sherbourne - Small Hope - Small Town - Society - Society Hill - Society Plantation - Spooners - Stewart Hill - Venture - Verdun - Wakefield - Wakefield Tenantry - Welchtown - Welch Village - Wilson Hill - Windy Ridge - Woodland - Zores |

## Bildung und Gesellschaft
Im Parish liegt das anglikanische Codrington College. Die Society Primary School ist die älteste Grundschule der Insel. Sie wurde von Codrington College gegründet. Eine weiterführende Schule ist die The Lodge School. Außerdem gibt es St Mark’s Anglican Church. College Savannah und David Thompson Health and Social Services Complex.

## Sehenswürdigkeiten

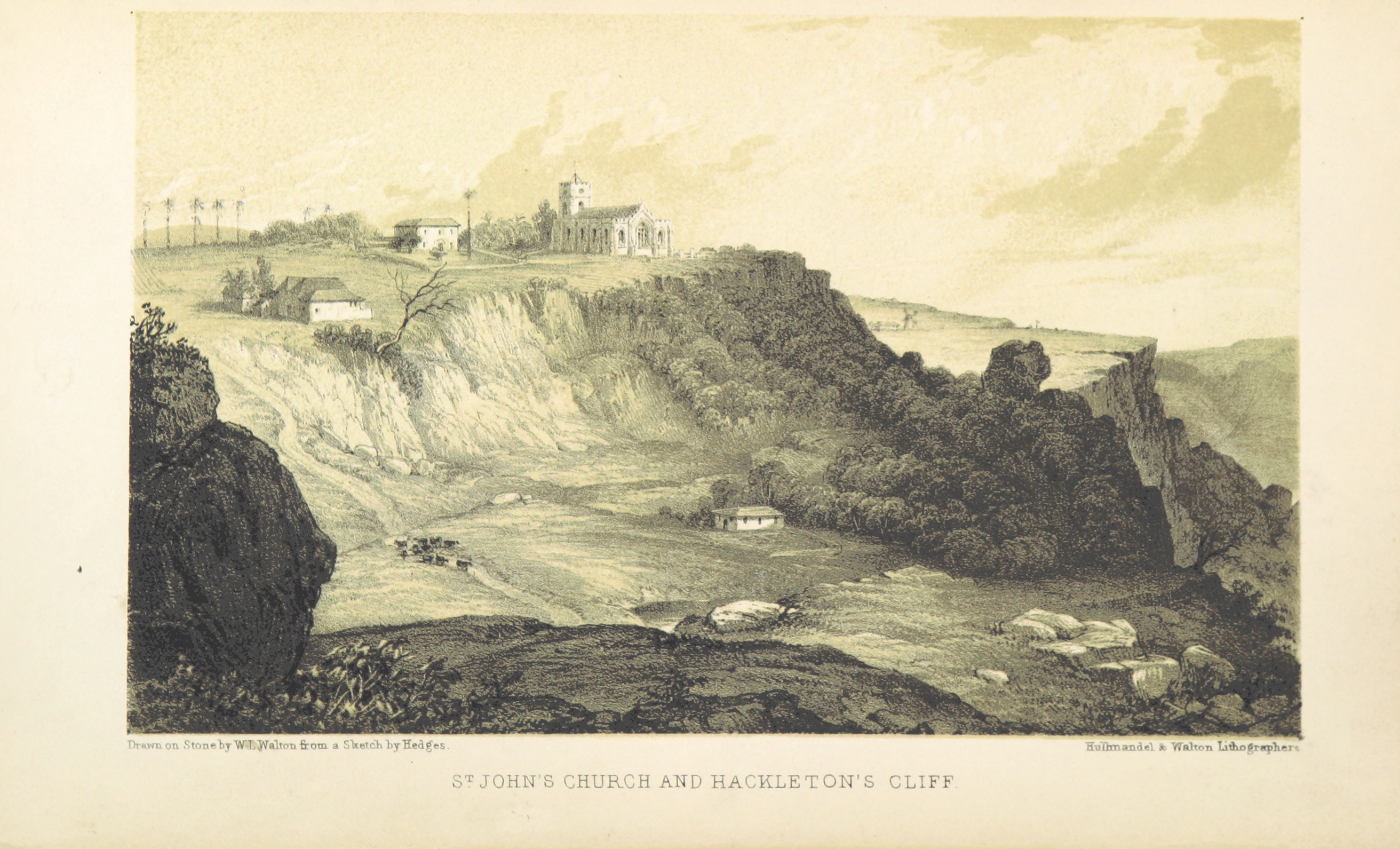
St.Johns Church und Hackelons Cliff, 1848

- Clifton Hall Great House
- St. John’s Parish Church[4]
- Ashford Bird Park
- Bath Beach
- Ocean Acres Animal Sanctuary

## Persönlichkeiten
- Sarah Kirnon, Starköchin[5]